# Wissenschaftsjahr 1533
Liste der Wissenschaftsjahre

◄◄ | ◄ | 1529 | 1530 | 1531 | 1532 | Wissenschaftsjahr 1533 | 1534

Weitere Ereignisse
Dieser Artikel behandelt das Wissenschaftsjahr 1533.

## Ereignisse

### Biowissenschaften

#### Medizin
- Ambroise Paré, der nach seiner Ausbildung bei einem Barbier zum „Barbier-Chirurgien“ (im Deutschen der historische Beruf des Baders) 1529 nach Paris gezogen ist, bildet sich hier, als Compagnon chirurgien (Gesell im chirurgischen Handwerk) arbeitend, von 1533 bis 1536 im Hôtel-Dieu de Paris (1533–1536) weiter zum Chirurgen aus.[1]
- Valentin Kobian druckt in Hagenau das medizinische Werk Opus medicinae practicae saluberrimum.[2] Das Buch enthält eine kommentierte Ausgabe des neunten Buches (Liber nonus) des persischen Arztes Rhazes (Abu Bakr Muhammad ibn Zakariyya al-Razi) in lateinischer Sprache, das sich mit der Behandlung spezifischer Krankheiten befasst. Die Kommentare stammen von Galeazzo di Santa Sofia, einem italienischen Arzt und Anatom des 15. Jahrhunderts.[3]
- Bei Simon de Colines erscheint die erste bekannte Druckausgabe des medizinischen Werkes Commentaria in Aphorismos Hippocratis von Oreibasios[4]. Dabei handelt es sich um einen medizinischen Kommentar zur hippokratischen Lehre, die der griechischer Arzt der Spätantike und Leibarzt Kaiser Julians geschrieben hatte.
- Hans Schott veröffentlicht in Straßburg die Schachtafelen der Gesuntheyt.[5] Es handelt sich um eine Übersetzung des mittelalterlichen Gesundheitskompendiums Taqwim as-sihha des arabischen Arztes Ibn Buṭlān ins Deutsche, die von Michael Herr durchgeführt wurde.[6]
- Im Jahr 1533 wird das medizinische Werk Comitiali puero consilium veröffentlicht, der sich mit der Behandlung von Epilepsie bei Kindern befasst.

### Ingenieurwissenschaften

#### Befestigungswesen
- Antonio da Sangallo der Jüngere entwirft das Fortezza da Basso in Florenz, das als Vorbild für die Gestaltung einer Bastion gilt.[7]

#### Messtechnik
- Georgius Agricola veröffentlicht in Basel sein Buch De Mensuis et Ponderibus.[8] Darin beschreibt er die griechischen und römischen Maße und Gewichte der Antike. Das Werk legt den Grundstein für Agricolas Ruf als humanistischer Gelehrter und lenkt die Aufmerksamkeit auf die Notwendigkeit der Standardisierung von Maßen und Gewichten.[9]

Wissenschaftliche Werke 1533 (Auswahl)
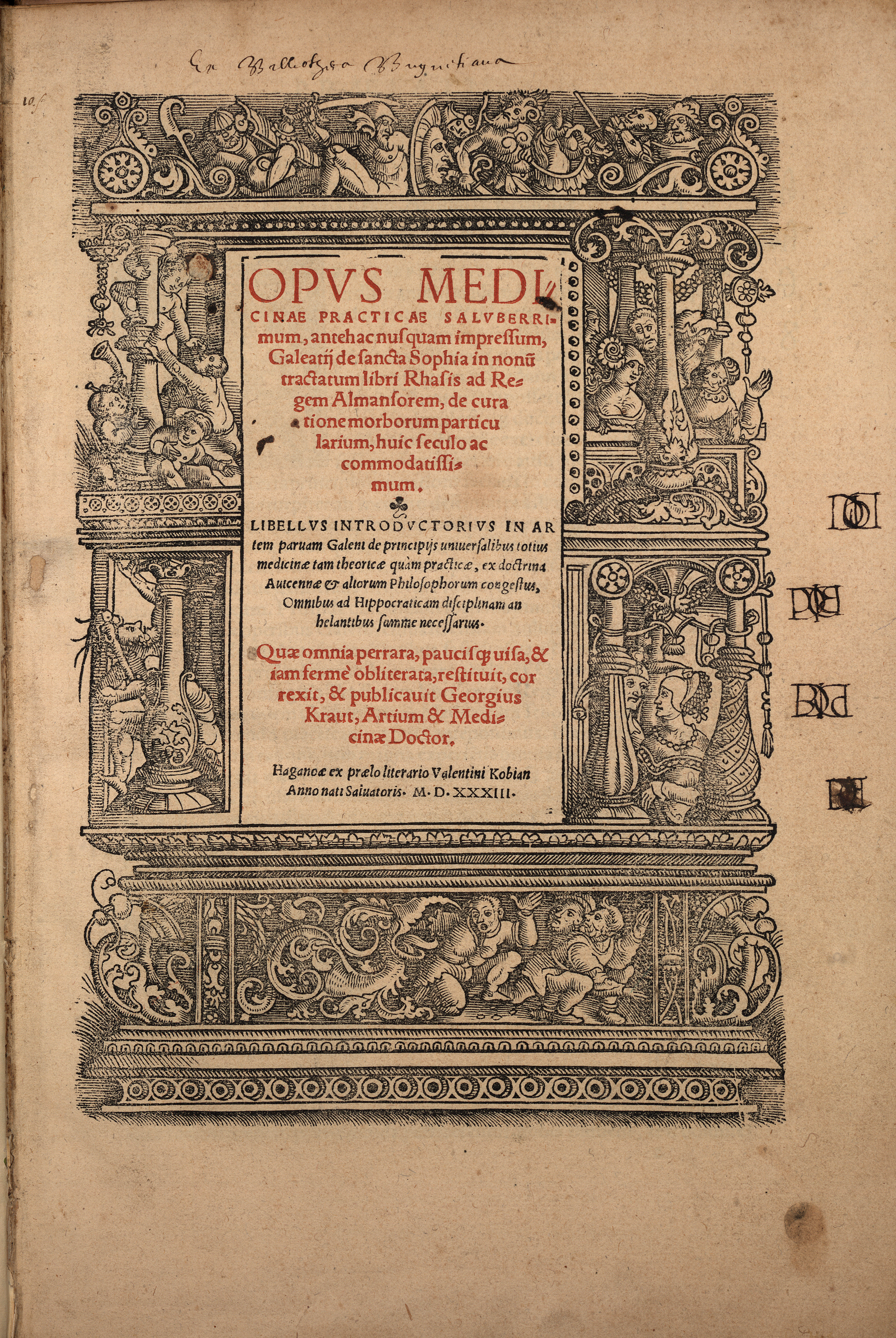
Opus medicinae practicae saluberrimum (1533)
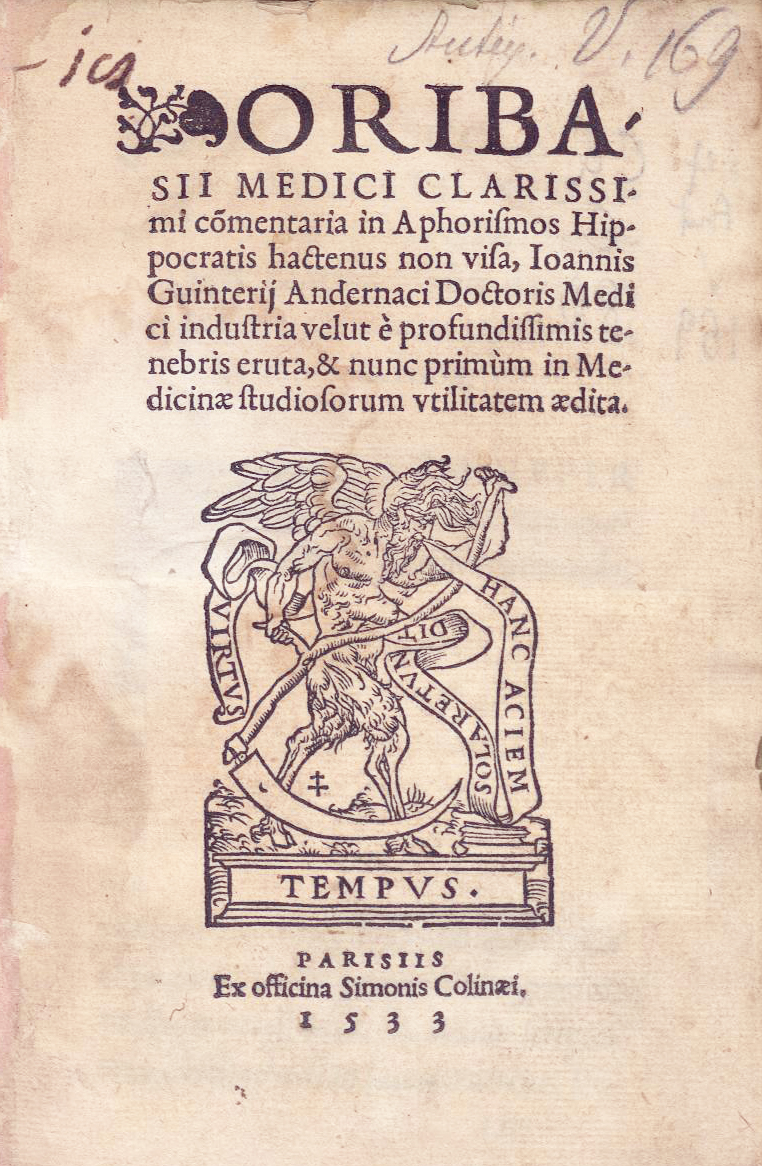
Oribasius – Commentaria in Aphorismos Hippocratis (1533)
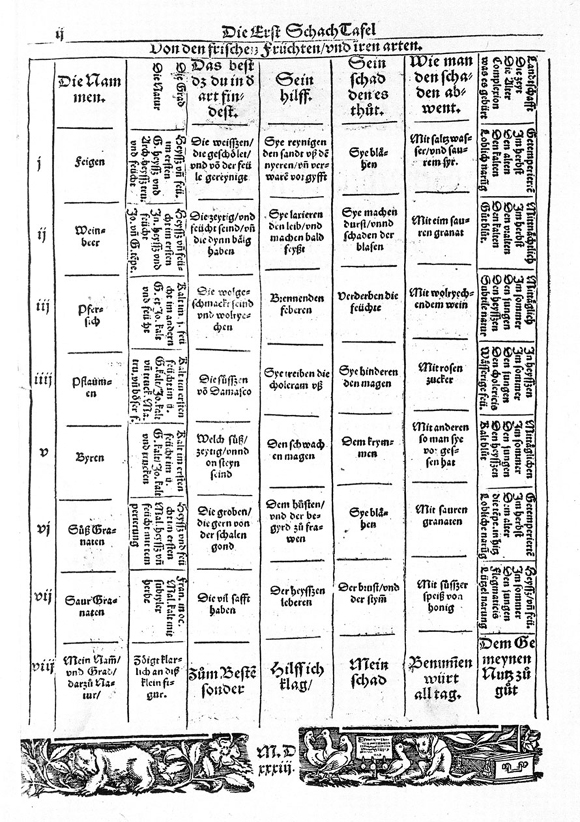
Schachtafelen der Gesuntheyt (1533)
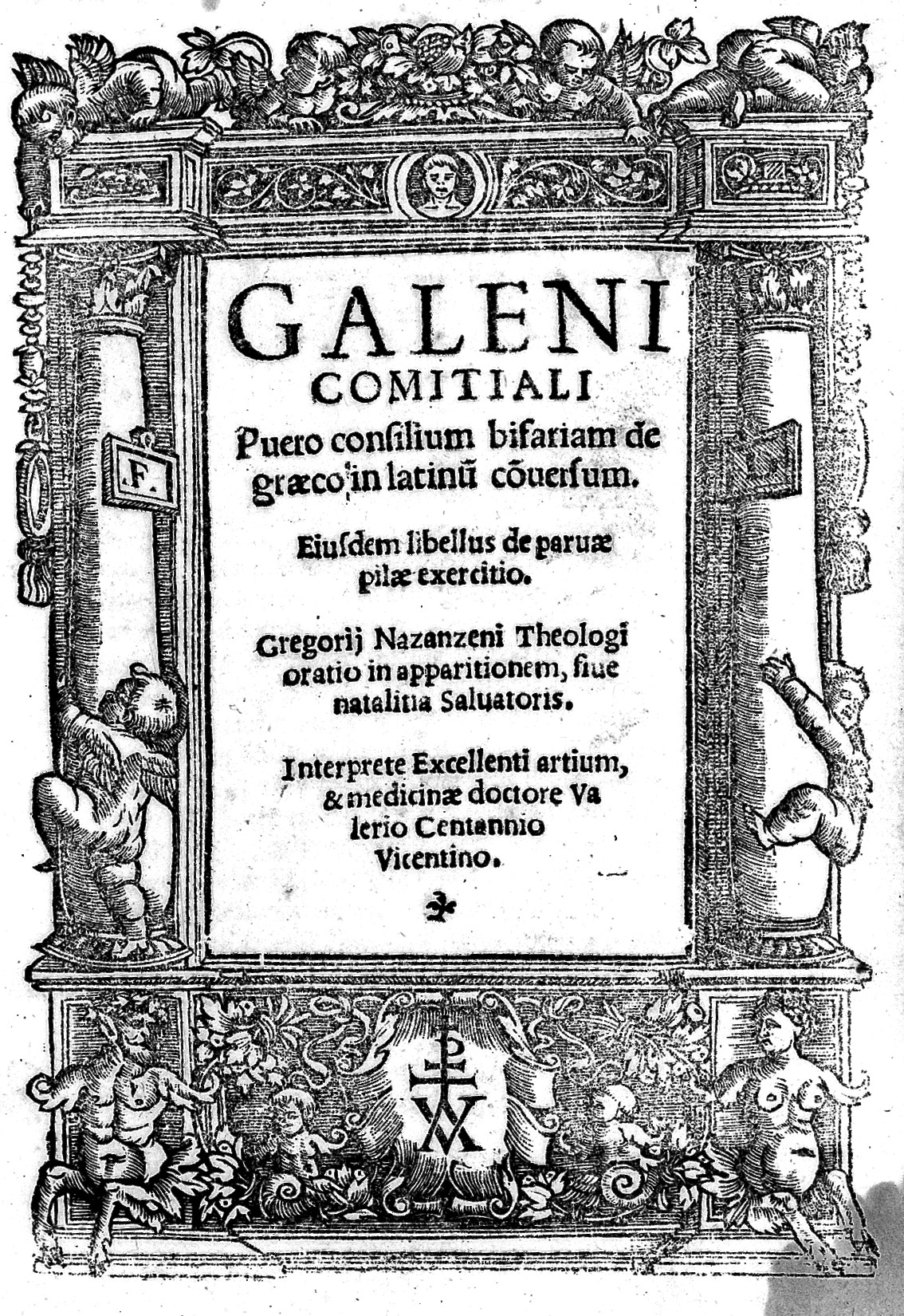
Comitiali puero consilium (1533)
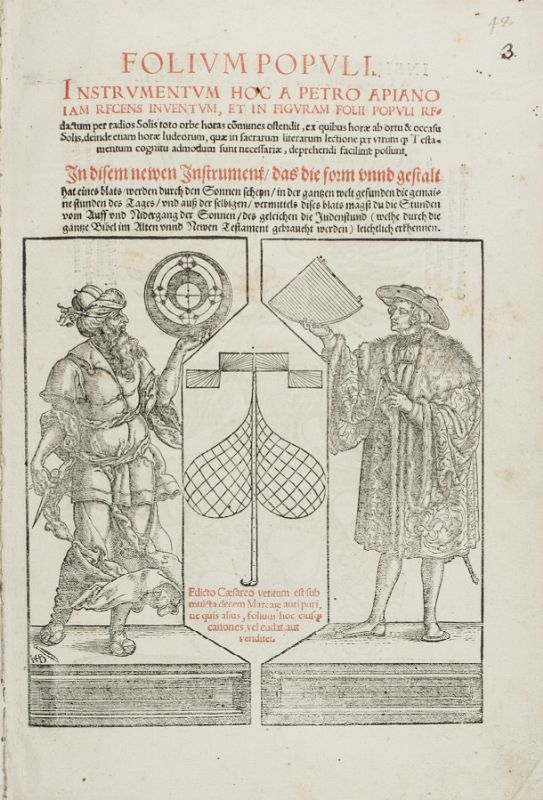
Peter Apian – Folium populi (1533)
- Sebastian Münster – Horologio-graphia, post priorem aeditionem (1533)

### Naturwissenschaften

#### Astronomie
- Der deutsche Astronom und Geograf Peter Apian veröffentlicht in Ingolstadt die Werke Horoscopion Apiani Generale, Instrument Buch und Folium Populi: 
  - Das Buch Horoscopion Apiani Generale beschreibt ein von Apian entwickeltes Instrument zur Bestimmung der Tageszeit anhand des Sonnenstandes. Es handelt sich um eine Weiterentwicklung des sogenannten Quadratum geometricum von Georg von Peuerbach.[10]
  - Das Instrument Buch beschreibt verschiedene astronomische und geodätische Instrumente, darunter Quadranten, Spiegelinstrumente und Methoden zur Höhenmessung. Das Buch zählt zu den frühesten technischen Werken in deutscher Sprache.[11]
  - Das Folium Populi beschreibt eine tragbare Sonnenuhr in Form eines Pappelblattes, die Apian erfand. Es ermöglicht die Bestimmung der Tageszeit weltweit durch den Sonnenstand.[12]
- Der deutsch-schweizerische Kosmograph und Hebraist Sebastian Münster veröffentlicht in Basel bei Heinrich Petri das Werk Horologiographia, post priorem aeditionem[13][14]. Es handelt sich um die zweite, erheblich erweiterte Ausgabe seines ursprünglichen Werks von 1531. Das Buch behandelt die Konstruktion und Anwendung verschiedener Arten von Sonnenuhren und gilt als eines der frühesten umfassenden Werke zur Gnomonik in deutscher Sprache.
- Juni bis September: Weltweit wird der Komet C/1533 M1 beobachtet. Da er mit freiem Auge zu sehen ist, wird er zu den Großen Kometen gerechnet.

#### Geowissenschaften

##### Geodäsie
- In Antwerpen erscheint das Buch De Locorum describendorum ratione des Mediziners, Astronomen, Mathematikers, Kartografen und Instrumentenbauers Gemma Frisius. Das Werk enthält die älteste Darstellung der Prinzipien der Triangulation und einer Methode zur Bestimmung von Längengraden.[15]

##### Geographie / Entdeckungen
- 30. Oktober: Die Schiffe Concepción und San Lázaro unter dem Kommando von Diego de Becerra und Hernando de Grijalva stechen auf Anweisung von Hernán Cortés vom heutigen Hafen Manzanillo aus in See, um den Pazifik zu erkunden. Die beiden Schiffe trennen sich. Diego de Becerra kommt bei einer Meuterei unter Führung des Lotsen Fortún Ximénez ums Leben. Dieser erreicht als erster Europäer den südlichen Teil der Halbinsel Baja California, wo er von Indianern getötet wird.[16]
- 21. Dezember: Als erste der mexikanischen Revillagigedo-Inseln im Ostpazifik wird Socorro vom spanischen Entdecker Hernando de Grijalva an Bord der San Lázaro entdeckt und Isla Santo Tomás getauft. Die Insel wird 1541 von Domingo del Castillo erstmals kartographiert. Auf der Suche nach Gold wird die Insel 1608 von Martín Yañez de Armida betreten und in Socorro (deutsch: Hilfe, Beistand) umbenannt. Hernando de Grijalva entdeckt außerdem die Insel San Benedicto, die er Los Inocentes nennt.[16]

##### Kartografie
- Der deutsche Mathematiker, Astronom und Kartograph Johannes Schöner erstellt einen Globus, der heute als „Weimar-Globus“ bekannt ist.[17] Bemerkenswert ist die Darstellung einer großen Landmasse im Süden, bezeichnet als „Terra Australis recenter inventa sed nondum plene cognita“ („Kürzlich entdecktes, aber noch nicht vollständig bekanntes südliches Land“). Ein weiteres Merkmal ist die Darstellung von „Brasilia inferior“ als separate Landmasse, was auf die damalige Unsicherheit über die genaue Geografie Südamerikas hinweist.[18] Zur Erklärung seines Globus veröffentlicht Schöner das Opusculum Geographicum, in dem er seine kartographischen Methoden und die verwendeten Quellen erläutert.[19]

### Strukturwissenschaften

#### Mathematik
- In Basel erscheint die erste gedruckte Ausgabe von Euklids Abhandlung Elemente im griechischen Original, veröffentlicht in Basel, herausgegeben von Simon Grynaeus, einschließlich Integraldiagrammen und dem Erstdruck von Proklos’ Kommentar zum ersten Buch des Werkes.

## Geboren

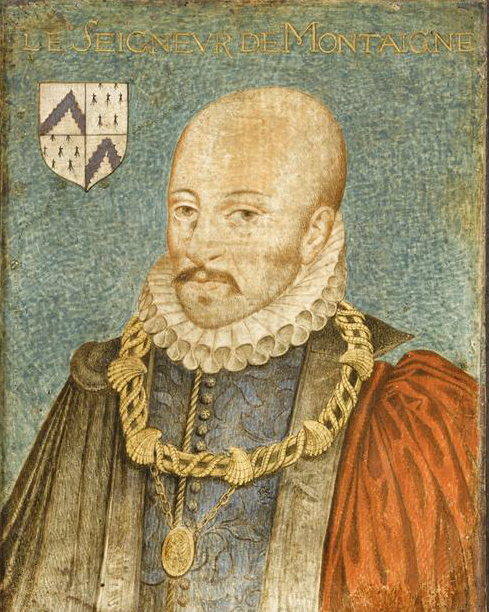
Michel Eyquem de Montaigne; * 28. Februar

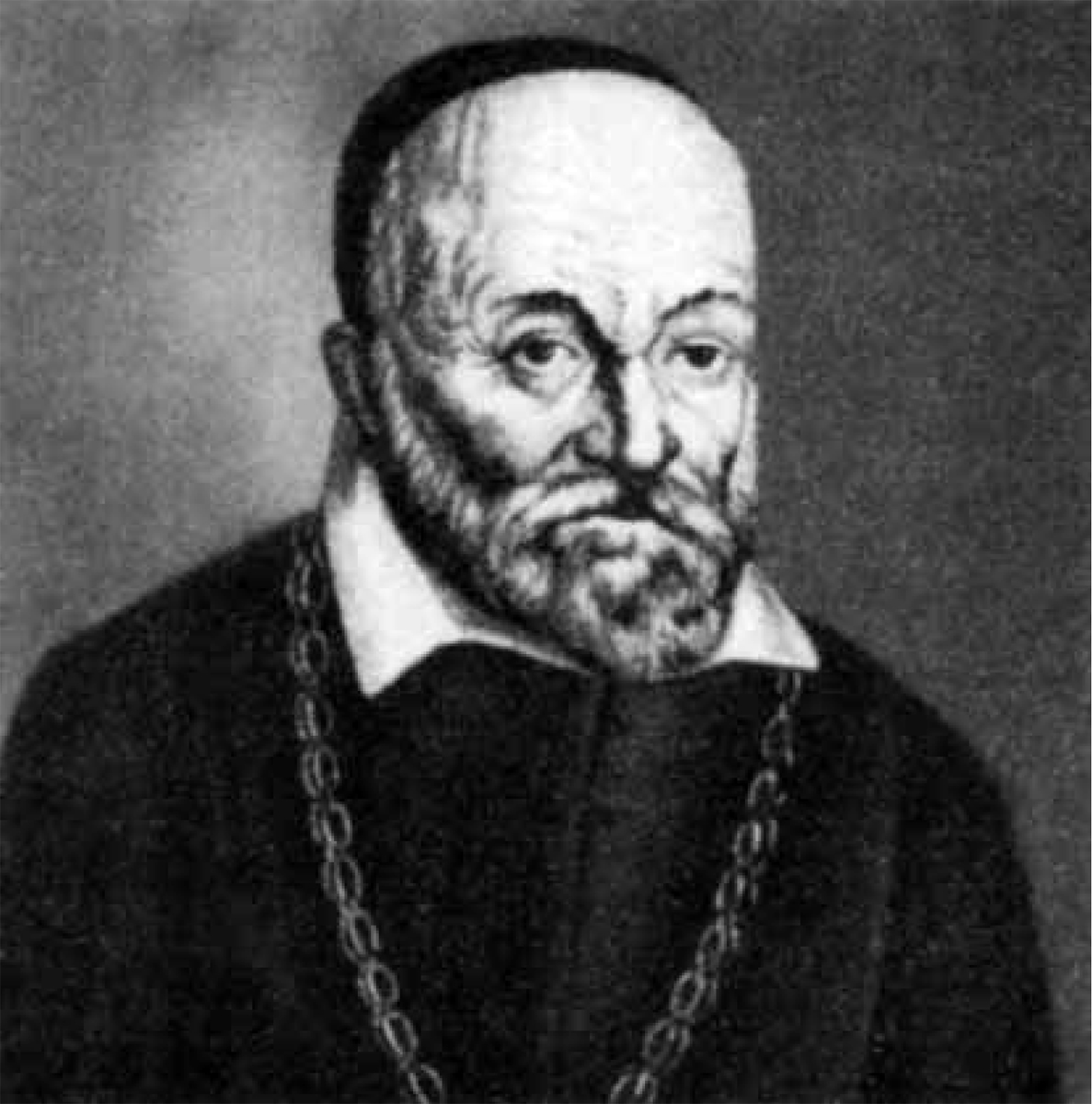
Girolamo Fabrizio; * 1533

### Geburtsdatum gesichert
- 02. Januar: Johann Major, deutscher lutherischer Theologe, Humanist und Poet († 1600)
- 06. Januar: Timotheus Kirchner, deutscher lutherischer Theologe († 1587)
- 28. Januar: Paul Luther, Mediziner und Sohn Luthers († 1593)
- 28. Februar: Michel Eyquem de Montaigne, französischer Humanist, Politiker, Philosoph und Begründer der Essayistik († 1592)
- 18. Mai: Johannes Caselius, deutscher Humanist, Jurist und Philologe († 1613)
- 02. August: Theodor Zwinger, schweizerischer Gelehrter und Sohn des Kürschners Leonhard Zwinger († 1588)
- 05. September: Jacopo Zabarella, italienischer Philosoph († 1589)
- 23. November: Prospero Alpini, italienischer Arzt und Botaniker († 1617)
- 01. Dezember: Basilius Amerbach, schweizerischer Jurist und Kunstsammler († 1591)

### Genaues Geburtsdatum unbekannt
- Francesco Buonamici, italienischer Philosoph († 1603)
- Cheng Dawei, chinesischer Mathematiker († 1606)
- Girolamo Fabrizio, Anatom und Begründer der modernen Embryologie († 1619)
- Edo Hildericus, deutscher Historiker, Mathematiker, Philologe und Theologe († 1599)
- Lucas Janszoon Waghenaer, holländischer Navigator, Steuermann und Kartograf († 1605 oder 1606)

### Geboren um 1533
- Wilhelm Klebitz, deutscher zwinglianischer Theologe und Mathematiker († 1568)
- Jacques Le Moyne de Morgues, französischer Kartograf und Illustrator († 1588)
- Friedrich Risner, deutscher Mathematiker († 1580)

## Gestorben

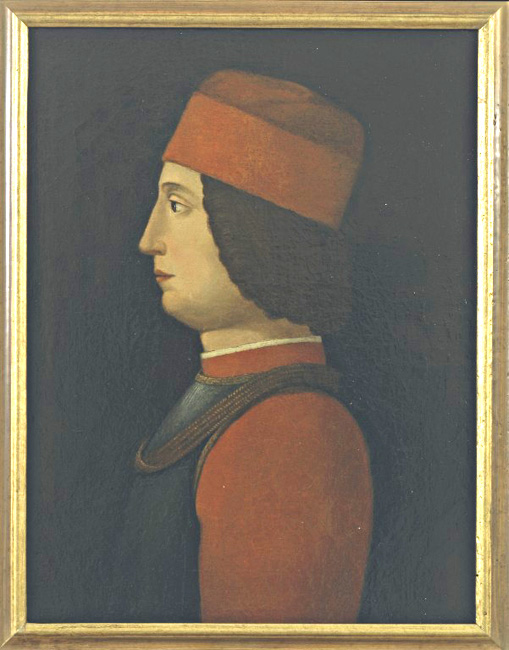
Gianfrancesco Pico della Mirandola; † 16. Oktober

### Todesdatum gesichert
- 08. Februar: Matthäus Beskau, deutscher katholischer Theologe und Rechtswissenschaftler (* um 1480)
- 16. August: Diego Ribero, spanischer Kartograf und Entdecker (* 15. Jahrhundert)
- 16. Oktober: Gianfrancesco Pico della Mirandola, italienischer Philosoph (* 1469)

### Genaues Todesdatum unbekannt
- Johannes Ruysch, niederländischer Kartograph, Astronom, Buchillustrator und Maler (* um 1460)
- Lucio Marineo Siculo, sizilianischer Humanist, Historiker und Dichter (* 1444 oder 1445)
- Laurentius Zoch, deutscher Jurist und Rechtswissenschaftler (* 1477)

### Gestorben um 1533
- Duarte Pacheco Pereira, portugiesischer Seefahrer, Astronom und Geograph (* um 1469)
- Fernán Pérez de Oliva, spanischer Dramatiker und Moralphilosoph (* um 1497)